# Mathis Mathisen
Mathis Mathisen (* 4. April 1937 in Lillesand, Sørlandet, Norwegen) ist ein norwegischer Schriftsteller.

## Leben
Mathisen absolvierte nach seinem Schulabschluss eine Ausbildung zum Lehrer und war eine Zeit lang als solcher tätig. Er schrieb zuerst mehrere Bücher über fremde Kulturen und Völker. Auch als Autor für Kinder- und Jugendliteratur trat er in Erscheinung und wurde durch Bücher seine als qualitativ guter Kinderbuchautor bekannt. 1988 erhielt Mathis Mathisen den Norsk litteraturkritikerlags barnebokpris (Norwegischer Literatur-Kritikerpreis für Kinder- und Jugendliteratur) für das Kinderbuch Ismael. Dieses Buch wurde von Ruth Stöbling auch in die deutsche Sprache übersetzt und 1988 im Kinderbuchverlag Berlin veröffentlicht.
Des Weiteren trat er auch als Drehbuchautor in Erscheinung, wie z. B. bei dem norwegischen Film For Tors skyld von 1983 und 1968 bei Trilopties. Mathisen war ebenfalls an einigen Fernseh- und Hörfunksendungen des NRK für Kinder- und Jugendliche beteiligt, so unter anderem der dem Radioprogramm Barnetimen for de minste (Kinderzeit für die Kleinsten), einschließlich der Hörbucherzählung Basse og Sofie (Basse und Sofie).
Mathisen lebt seit einigen Jahren in Melsomvik, Fylke Vestfold. Er wird oftmals mit dem norwegischen Fotografen und Kameramann Mattis Mathiesen (1924–2010) verwechselt.

## Bibliografie

### Erwachsenen-Literatur
- Atomvåpen, kjensgjerninger og vurderinger (Protest gegen Atomwaffen) Verlag Wergeland, Oslo 1963. OCLC 85208220, 66 S.
- De blanke knappene – Roman, Cappelen, Oslo 1965, OCLC 8991300, 84 S.
- Lydia i haven – Roman über das Leben in einer kleinen Stadt, Cappelen, Oslo 1967. 90 S.
- Ærefrykt for livet – Dramatik, ursprünglich im norwegischen Fjernsynsteatret (Fernsehtheater), Oslo 1969
- Et tre med rota opp – Roman; Verlag Aschehoug, Oslo 1983. ISBN 82-03-11250-1, 79 S.
- Reise – Poesie, Aschehoug, Oslo 1996. ISBN 82-03-17723-9, 62 S.

### Kinder- und Jugendliteratur
- Lars som ikke kan gå – Kinderbuch, Verlag Fabritius, Oslo 1976. ISBN 82-07-00135-6, 49 S.
- Basse og Sofie gemeinsam mit Arne Johnson – Kinderbuch, Gyldendal, Oslo 1977. ISBN 8205106487. 110 S.
- Malla – Kinder- und Jugendbuch, Dreyer, Oslo 1978. ISBN 8209026054. 54 S.
- Ulrikke og pappa – Kinderbuch, gemeinsam mit Kjersti Scheen, Oslo Aschehoug, 1980. ISBN 82-03-10316-2
- Hvor skal du, Ulrikke? – Kinderbuch, Verlag Bokklubbens barn, Stabekk 1999. ISBN 82-525-1534-7, 54 S.
- Sally Vally – Bilderbuch, illustriert von Harald Nordberg, H. Aschehoug, Oslo 1981, ISBN 82-03-10538-6, 30 S.
- Paradisøya – Kinderbuch, Aschehoug, Oslo 1985. ISBN 82-03-15071-3, 69 S.
- Prem, en indisk gutt. – Kinderbuch, UNICEF-komiteen, Oslo 1985. ISBN 82-7091-107-0, 48 S.
- Lille E i Kina – Kinderbuch,  Aschehoug, Oslo 1987. ISBN 82-03-15631-2, 72 S.
- Ismael – Jugendbuch, Verlag Bromma, Opal 1990. ISBN 91-7270-566-3
- Rødrev på Mattisplassen – Kinderbuch, Aschehoug, Oslo 1990. ISBN 82-03-16392-0, 121 S.
- Elskede Johnny – Kinderbuch gemeinsam mit Dag Fyri;  Aschehoug, Oslo 1991. ISBN 82-03-16693-8
- Spøkelsesbyen, Civita Morte – Kinderbuch mit Gino Valente,  Aschehoug, Oslo 1992. ISBN 82-03-16986-4, 132 S.
- Tom er en pyse gemeinsam mit Ulf Aas – Kinderbuch, Verlag Damm, Oslo 1992; ISBN 82-517-7827-1
- Sandor ein Roman aus Bosnien – Jugendbuch, Verlag Høst, Kopenhagen 1995. ISBN 87-14-19302-7, 82 S.
- Jeg er her. Sanger, regler og andre vers – Posisie für Kinder, Aschehoug, Oslo 1995, ISBN 82-03-24116-6, 48 S.

### Deutsche Übersetzungen
- Ein Baum mit den Wurzeln nach oben: aus der Kindheit eines lappländischen Malers. Zeichnungen: Iver Jaks. Übersetzung von Ruth Stöbling, Berlin. 1988, Kinderbuchverlag ISBN 3-358-00480-5
- Auf dem Mattishof, Übersetzung Gabriele Haefs, Illustrationen Stephan Köhler, Unionsverlag 1998, ISBN 3-293-21014-7, 133 S.
- Ismael: ein Leben in den Strassen Kairos, Übersetzung von Ruth Stöbling, Sauerländer. 1993, ISBN 3-7941-3653-5, 85 S.

## Filmografie (Drehbuchautor)
- 1968: Trilopties (Fernsehfilm)
- 1983: For Tors skyld (Spielfilm)